# Villa Claestorp

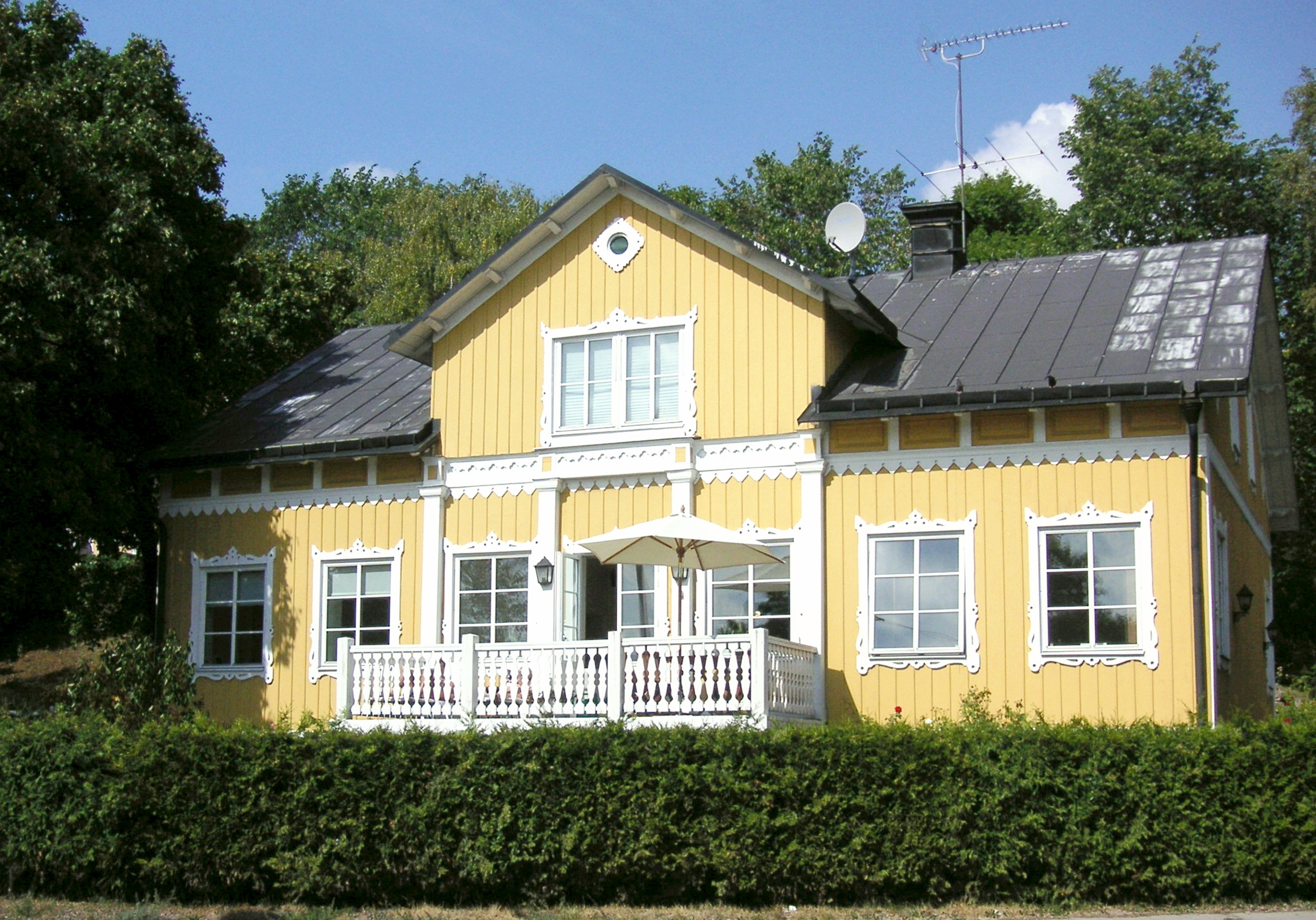
Villa Claestorp i augusti 2006.

Villa Claestorp ligger vid Gjörwellsgatan 48 i stadsdelen Marieberg på Kungsholmen i Stockholm. Klastorpsskolan och kvarteret Klastorp, där villan och skolan är belägna, är uppkallade efter Claestorp. En äldre populär benämning på gården var Klasan som under en lång rad av åren var i släkten von Rothsteins ägo. Villan är grönmärkt av Stadsmuseet i Stockholm vilket innebär ”särskilt värdefull från historisk, kulturhistorisk, miljömässig eller konstnärlig synpunkt”.

## Allmänt
Sydvästra delen av Kungsholmen var under 1900-talets första årtionden ett lantligt område. En del äldre träbyggnader fanns då ännu kvar. Bland de fortfarande bevarade gårdarna märks Rålambshov, Triewalds malmgård, Villa Adolfsberg och så Claestorp. Gården Marieberg från 1640-talet, som gav området sitt namn, existerar också fortfarande och är identiskt med Triewalds malmgård.

## Historik

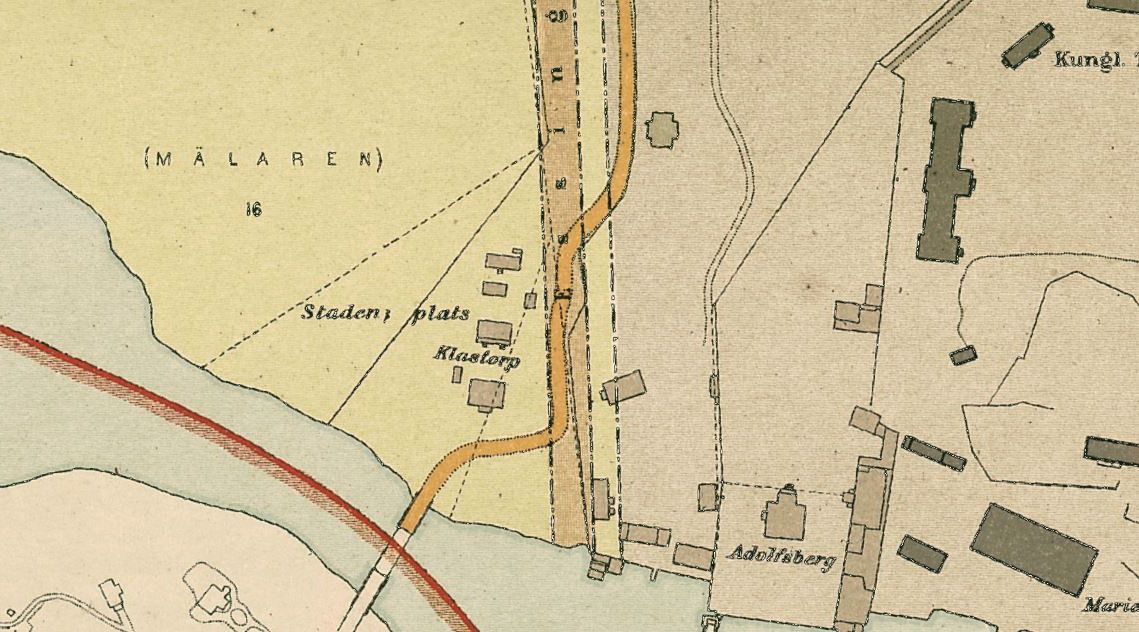
Klastorp med omgivning 1909.

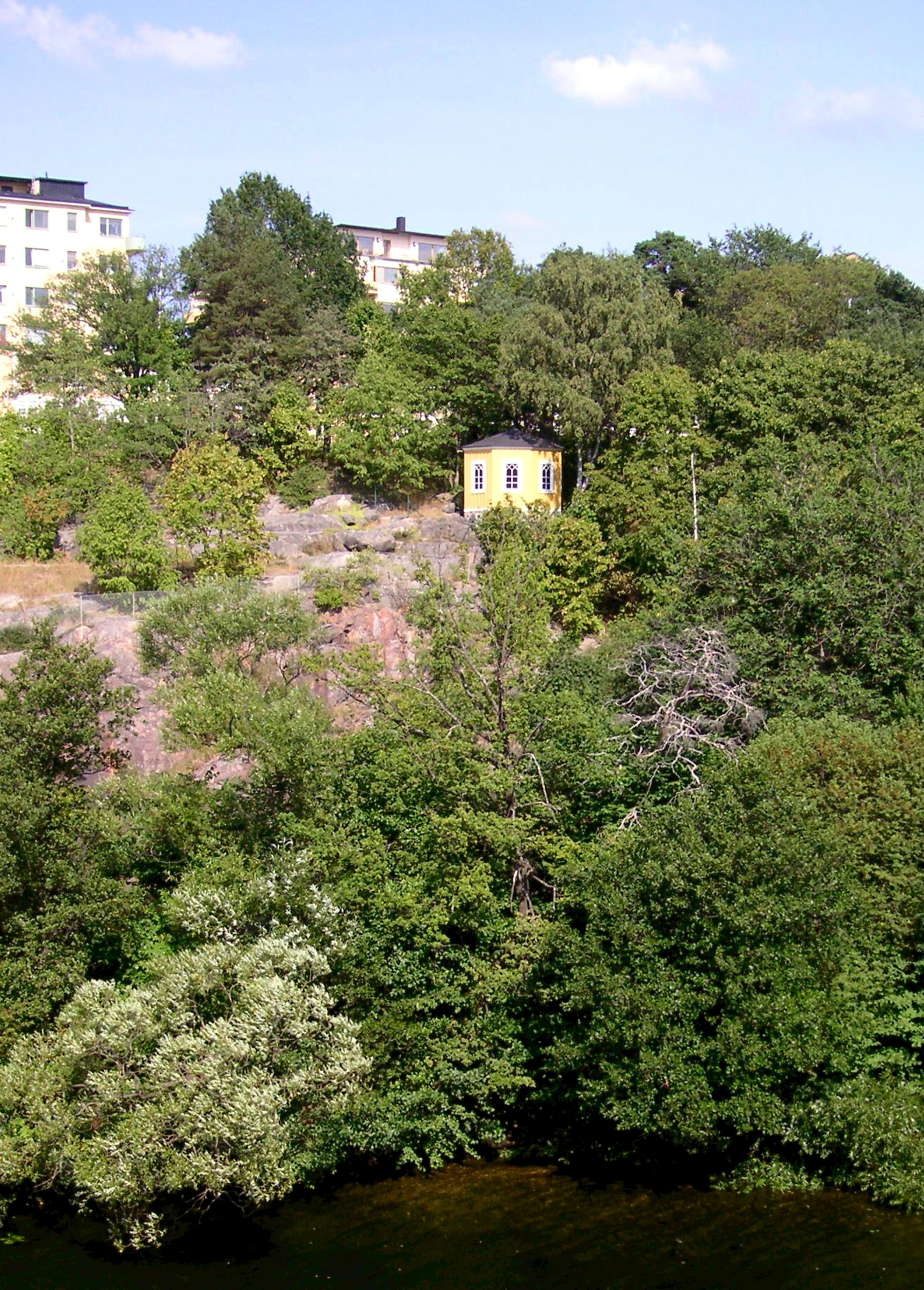
Claestorps lusthus 2006.

Claestorp ligger i kvarteret Mälaren (dagens kvarter Klastorp), norr om Mariebergsbron. En mindre väg ledde från Drottningholmsvägen ner till gårdens bebyggelse och den egna bryggan som låg i Mariebergssundet. Närmaste granne i öster var Adolfsberg. 
Fram till 1920-talet omfattade Claestorp en areal om 13 000 m² mark som ägdes av Stockholms stad och utarrenderades. Staden hade olika idéer om hur området skulle stadsplaneras. Bland annat skulle en ny bred gata, Essingevägen, ersätta den gamla vägen. Efter 1920 minskade staden gårdens areal till att omfatta 7 000 m². Essingevägen fick olika sträckningar i planeringen men till slut utfördes den aldrig. Istället drogs Gjörwellsgatan förbi här på 1950-talet.
Claestorps byggherre var stadskassören Claes Augustin Montelius (1804–1879). Han lämnade sin tjänst in 72 års ålder och erhöll därefter en årlig pension om 4 800 kronor. Den idag bevarade byggnaden är uppkallad efter Montelius förnamn och uppfördes 1869–1870 efter osignerade ritningar. Men på grund av ritningarnas höga kvalitet kan man förmoda att de är upprättade av arkitekt Edvard von Rothstein som var släkt med byggherren.  
Huset formgavs i den för tiden typiska schweizerstilen med lekfulla detaljer och utsmyckningar utförda i lövsågerier. Liknande villaförslag var publicerade i Tidskrift för byggnadskonst och ingenjörskonst. Husets exteriör överensstämmer i stort sett med ritningarna och planlösningen har, med undantag för några mindre moderniseringar, bevarats. 
Till Claestorp hörde flera hus som klättrade uppför sluttningen norr om ”Stora villan”, den bevarade huvudbyggnaden. Till bebyggelsen hörde en trädgårdsvilla, kallad ”Lilla villan”, vedbod, vagnbod, ett stall samt ett avträde. Samtliga hus, utom ”Stora villan”, revs på 1950-talets mitt när Klastorpsskolan uppfördes på dess plats. Bevarat är även gårdens lilla gulmålade åttkantiga lusthus som står på tomtens västra del i branten mot Mariebergssundet.
Efter Claes Augustin Montelius död 1879 gick gården till sin enda syster Ebba Josefina von Rothstein och stannade i hennes släkt under många decennier. Gården var rivningshotad ett flertal gångar men anses idag vara särskilt värdefull.

## Historiska bilder

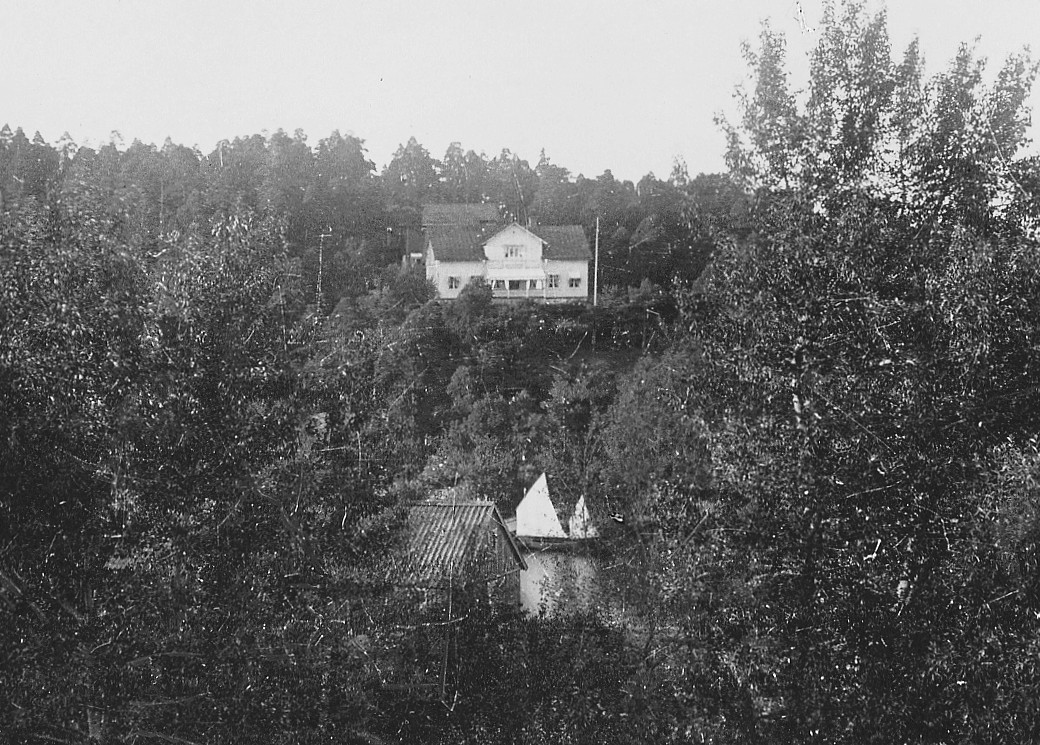
"Stora villan" och Mariebergssundet 1902.
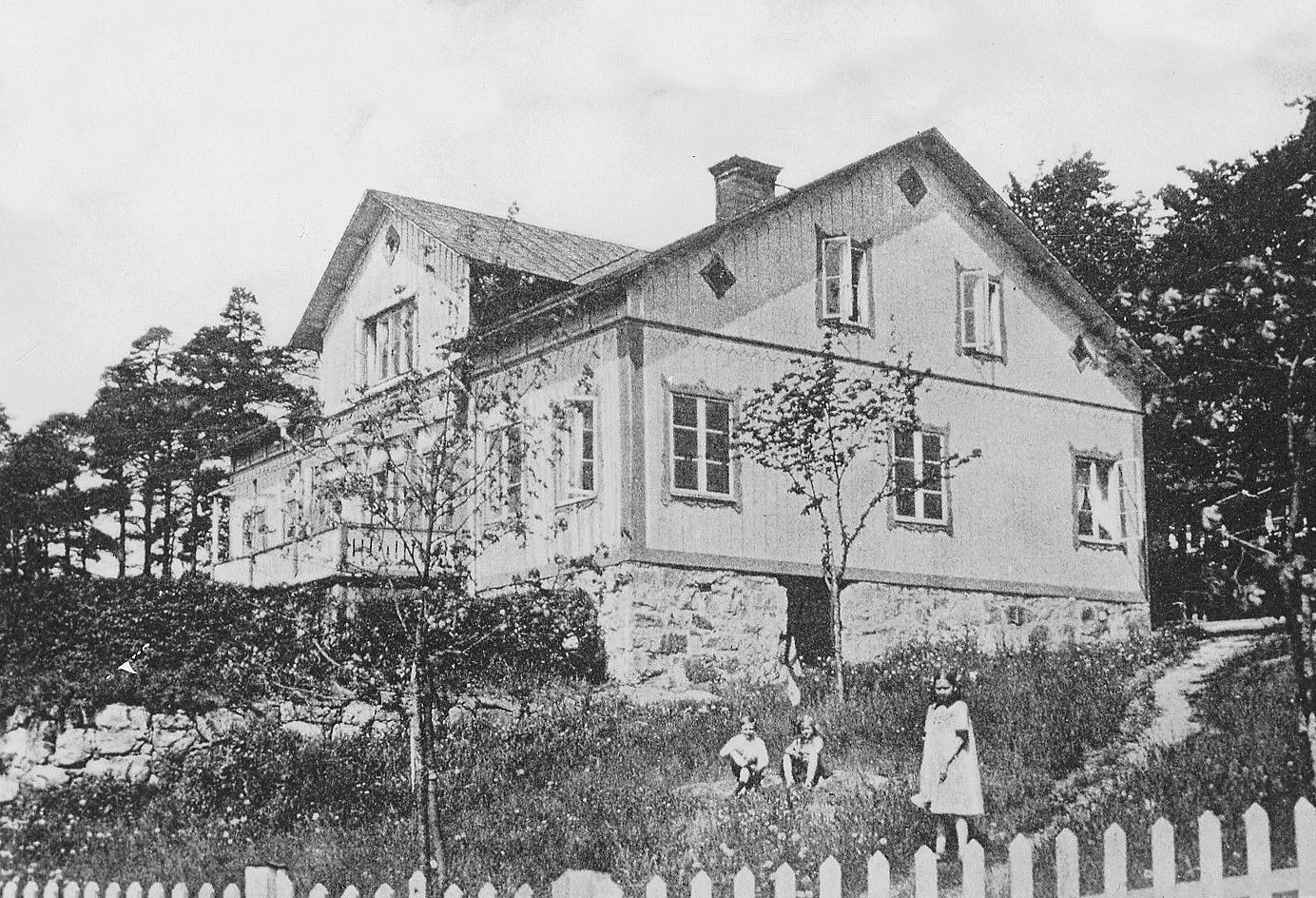
"Stora villan" 1905.
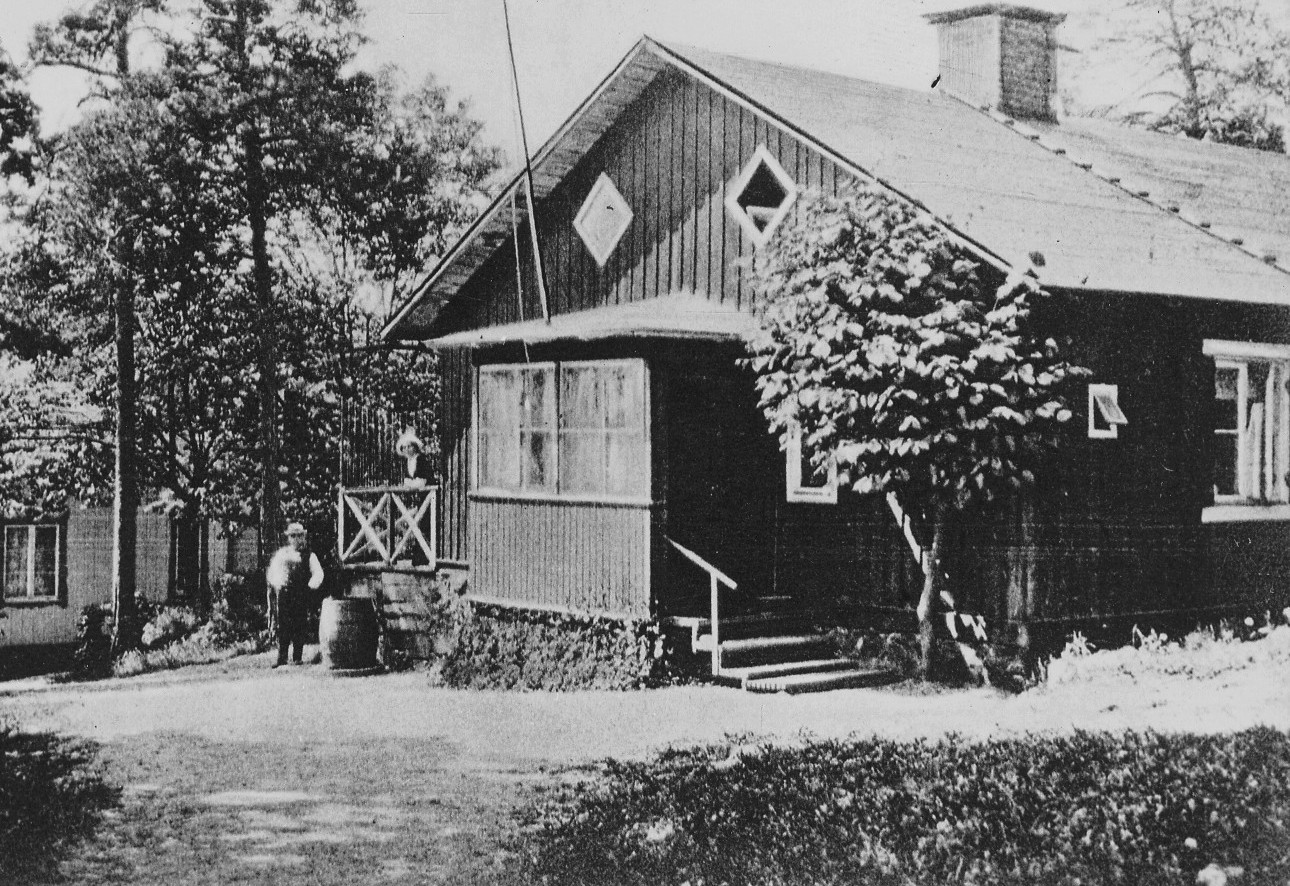
"Lilla villan" 1905.
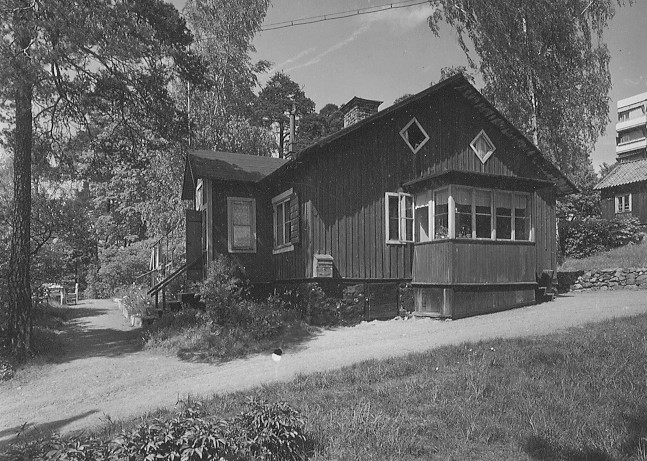
"Lilla villan" 1956.